# التهاب الجلد الدهني

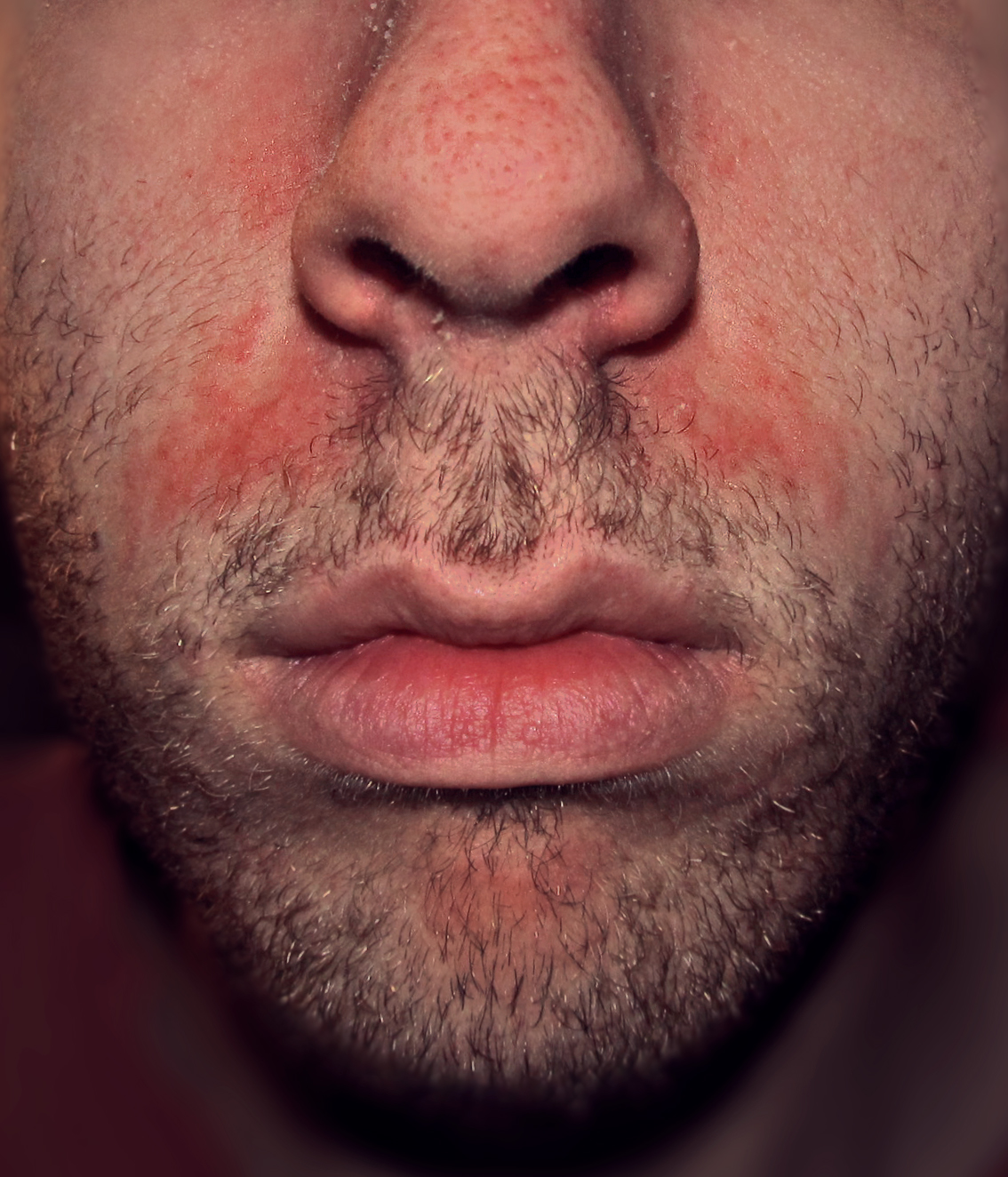
التخصص: الأمراض الجلدية

التهاب الجلد الدهني أو الأكزيما الدهنية أو النملة الدهنية ويعرف أيضًا بالتهاب الجلد المثي (بالإنجليزية: Seborrheic dermatitis أو seborrheic eczema أو seborrhea)‏ هو مرض مزمن، منتكس ويكون عادةً التهابًا جلديًا خفيفًا، ويسمى لدى الأطفال الرضع بطاقية المهد.
التهاب الجلد الدهني هو مرض جلدي التهابي يؤثر على فروة الرأس والوجه والجذع، وعادة يمثل بشرة حرشفية، متقشرة، مهيجة للحكة وحمراء. ويؤثر بصفة خاصة على مناطق الجسم الغنية بالغدد الدهنية.
التهاب الجلد الدهني عادةً ما يكون في فروة الرأس- حيث تكون متقشرة - وأحيانًا في الطية الأنفية الشفوية.
الأدوية المضادة للفطريات الموضعية مثل الكيتوكونازول وسيكلوبيروكس كلاهما فعال لهذه الحالة. ومن غير الواضح إذا كان هناك مضادات فطرية موضعية أخرى فعالة كالتي تم دراستها سابقا.

## العلامات والأعراض

التهاب الجلد الدهني على فروة الرأس

حالة مزمنة من التهاب الجلد الدهني على فروة الرأس

تظهر أعراض التهاب الجلد الدهني تدريجيا، وعادة ما تكون العلامات الأولى هي مشابهة لتقشر الجلد وفروة الرأس. ومن الشائع أن تظهر الأعراض في كل مكان على الوجه، وخلف الأذنين، وفي مناطق طيات الجلد. التقشرات ممكن ان تكون صفراء، بيضاء أو رمادية اللون. قد يظهر تقشر واحمرار أيضًا على الجلد بالقرب من الرموش، على الجبينين، حول جوانب الأنف، والصدر وأعلى الظهر.
في الحالات الأكثر شدة، تظهر البثور المتقشرة ولونها أصفر يميل إلى الحمرة على طول خط الشعر، خلف الأذنين، في قناة الأذن، على الحواجب، حول الأنف، على الصدر وأعلى الظهر.
عادة؛ يعاني المرضى من إحمرار خفيف، بقع تقشر الجلد وفي بعض الحالات فقدان الشعر. هناك أعراض أخرى مثل تقشر غير مكتمل أو قشور سميكة على فروة الرأس، إحمرار، بشرة دهنية مغطاة بقشور بيضاء أو صفراء، حكة، ألم وقشور بيضاء أو صفراء قد ترتبط بجذع الشعرة.
يمكن أن يحدث التهاب الجلد الدهني لدى الأطفال الرضع الّذين تقل أعمارهم عن ثلاثة أشهر، ويسبب قشور سميكة زيتية صفراء حول خطوط الشعر وفروة الرأس. ليس من الشائع حدوث الحكة لدى الأطفال الرضع، في كثير من الأحيان يصاحب طفح فروة الرأس طفح جلدي عسير في موضع حفاضات الطفل، عادة عندما يحدث الالتهاب لدى الأطفال يتم شفاؤه في بضعة أيام وبدون أي علاج.
لدى البالغين، أعراض الالتهاب الجلدي الدهني تدوم من بضعة أسابيع إلى سنوات، بعض المرضى يواجهون فترات متناوبة من الالتهاب، يتم عرض هذه الحالة على المختصين عند عدم نجاح العناية الذاتية.

## الأسباب
الأسباب المباشرة غير معروفة، النظريات الحديثة لأسباب المرض تتضمن ضعف جهاز المناعة ونقص مواد غذائية محددة (على سبيل المثال الزنك)، أو مشاكل في الجهاز العصبي.

### الفطرية
قد يتضمن التهاب الجلد الدهني تفاعل التهابي لتكاثر نوع من أنواع الخميرة الملاسيزية، على الرغم من أن هذا لم يثبت بعد.
من أهم الأنواع التي تظهر على فروة الرأس هي الملاسيزية الكروية، ويمكن أن تكون الملاسيزية النخالية (المعروفة سابقا باسم الوبيغاء البيضوية) والملاسيزية المحدودة.
الخميرة تنتج مادة سامة تسبب تهيج والتهاب البشرة، المرضى الذين يعانون من التهاب الجلد الدهني يظهرون مقاومة منخفضة للخميرة[بحاجة لمصدر]، مع ذلك معدل استعمار البشرة المصابة يمكن ان يكون اقل من البشرة غير المصابة.
قد أثبت أن الحموض الدهنية المشبعة فقط تدعم نمو الملاسيزية، وقد أثبت أيضا أن كثافة الملاسيزية الكروية والملاسيزية المحدودة لا ترتبط مباشرة بوجود قشور الرأس أو شدتها، الإزالة ترتبط مباشرة مع تحسين التساقط، علاوة على ذلك؛ في الأفراد المعرضين لقشرة الرأس، يقوم حمض الأوليك النقي، وهو حمض دهني غير مشبع، مع منتجات الملاسيزية بتحفيز التساقط في غياب الملاسيزية بتأثير مباشر على حاجز الجلد في حامل المرض، هذه النتائج تدعم الفرضية التالية:
الملاسيزية تحلل زهم الإنسان، مما يؤدي إلى الإفراج عن خليط من الحموض الدهنية المشبعة وغير المشبعة. فهي تأخذ الكمية المطلوبة من الحموض الدهنية المشبعة تاركة الحموض الدهنية غير المشبعة، فتخترق الحموض الدهنية غير المشبعة الطبقة القرنية، وبسبب هيكلها غير المحدد فهي تخترق وظيفة حاجز الجلد، واختراق هذا الحاجز يحفز استجابة تهيجية، مما يؤدي إلى قشرة الرأس والتهاب الجلد الدهني. (مصدر غير موثوق).

### أسباب أخرى
قد أثبت أن عوامل جهاز المناعة الجينية والهرمونية والبيئية تشارك في إظهار التهاب الجلد الدهني.
المرض، الضغط النفسي، قلة النوم وتغير الموسم وضعف الصحة العامة كلها عوامل تؤدي إلى تفاقم مشكلة التهاب الجلد الدهني.
عند الأطفال الإفراط في تناول فيتامين A يؤدي إلى التهاب الجلد الدهني، نقص البيوتين و البيريدوكسين (فيتامين ب6) والريبوفلافين (فيتامين ب2)  قد تسبب ذلك أيضا.
المرضى الذين يعانون من أمراض نقص المناعة (خاصة فيروس عوز المناعة البشري) والأمراض العصبية مثل مرض الشلل الرعاشي (عندما تكون علامة المرض لا إرادية) هم عرضة لذلك المرض.

## الوقاية
نظافة فروة الرأس مهمة لمنع اندلاع التهاب الجلد الدهني.
يوصى بالعلاج من خلال شامبو مضاد للفطريات بدون وصفة طبية.
كل من الأشعة فوق البنفسجية الطبيعية والاصطناعية يحد من نمو الخميرة الملاسيزية.

## الإدارة
العديد من الأدوية قادرة على السيطرة على الالتهاب الجلدي الدهني، منها: مضادات الفطريات، الستيرويدات الموضعية، ومحللات الكيراتين مثل اليوريا الموضعية.
الأدوية المضادة للفطريات الموضعية كيتوكونازول وسيكلوبيروكس لها أفضل الأدلة، من غير الواضح إذا كان هناك أي مضادات فطريات أخرى فعالة لأنه لم يتم دراستها سابقا.
تستخدم مضادات الهيستامين بشكل رئيسي للحد من الحكة، في حال وجودها. مع ذلك أثبتت بعض الدراسات إمكانية استخدام مضادات الهستامين كمضادات للالتهاب.

### أدوية أخرى
- قطران الفحم يمكن أن يكون فعال جدا، ولكن؛ بالرغم من أنه لم يكن هناك أي زيادة ملحوظة على خطر السرطان في علاج الإنسان بشامبو قطران الفحم،[27] ينصح باتخاذ الحذر عند استخدامها لأنها تعد من مسببات السرطان لدى الحيوانات، والتعرض البشري الثقيل لها في المهن يزيد من الخطورة.
- بايمركوليموس[28]
- آيسوتريتينوين كملجأ في المرض المقاوم للعلاج، العامل القامع للزهم آيسوتريتينوين يمكن استخدامه للحد من نشاط الغدد الدهنية، مع ذلك، آيسوتريتينوين له العديد من الأعراض الجانبية، والقليل من المرضى مؤهلين لاستخدامه في العلاج.

### العلاج بالضوء
يوصي البعض باستخدام العلاج الضوئي باستخدام الأشعة فوق البنفسجية أ، والأشعة فوق البنفسجية ب، أو الصمام الثنائي الباعث للضوء الأحمر أو الأزرق لمنع نمو الفطريات الملاسيزية والحد من التهاب الجلد الدهني.

## إحصاءات
إنه يؤثر على 1%-3% من البالغين الأصحاء، ويحدث في كثير من الأحيان في الرجال أكثر من النساء.